# Léon Despontin
Léon Despontin  (Marche-les-Dames, 6 de juliol de 1888 - Mozet, 7 d'agost de 1972) va ser un ciclista belga que fou professional entre 1914 i 1928. Com en altres ciclistes del seu període la Primera Guerra Mundial va provocar un tall en la seva trajectòria. Destaquen tres bones participacions en el Tour de França, en què finalitzà en setena posició el 1921, 1922 i 1923.

## Palmarès
- 1910
  - 1r a Baulers
  - 1r a Bois-de-Villers
- 1911
  - 1r a Wartet
  - 1r a Marche-les-Dames
- 1912
  - 1r a Neufchâteau
- 1913
  - 1r del Circuit Provincial de Lieja
- 1923
  - 1r del GP de tardor a Saint-Servais

## Resultats al Tour de França
- 1921. 7è de la classificació general
- 1922. 7è de la classificació general
- 1923. 7è de la classificació general
- 1924. Abandona (4a etapa)
- 1925. 16è de la classificació general
- 1927. 28è de la classificació general